# Prometheus Books
Prometheus Books is een Amerikaanse uitgeverij die internationaal publiceert. Het bedrijf werd in 1969 opgericht door Paul Kurtz. Het hoofdkantoor bevindt zich in Amherst, Erie County (New York).

## Uitgeversprofiel
Speerpunten van Prometheus Books zijn boeken over filosofie, populaire wetenschap en kritisch denken. De uitgeverij brengt ongeveer honderd nieuwe titels per jaar uit.
Prometheus Books publiceert onder meer boeken van Ibn Warraq, James Randi, Leon Lederman, Neil deGrasse Tyson, Martin Gardner, Albert Ellis en Antony Flew.

## Imprints
Prometheus Books geeft sinds 1998 ook uit onder de imprint Humanity Books. Hieronder vallen boeken voor deskundigen, studenten en geïnteresseerd publiek over onder meer filosofie, sociologie, geschiedenis, wetenschapsgeschiedenis, politieke wetenschap en literatuur over minderheidsgroeperingen.
Een tweede imprint van Prometheus, sinds 2005, is Pyr, met sciencefiction- en fantasyuitgaven. Hieronder vallen titels van Arthur C. Clarke, Philip K. Dick en John W. Campbell